# Recherches de science religieuse
Recherches de science religieuse (dal francese: Ricerche di scienze religiose) è una rivista accademica trimestrale di scienze religiose, storia delle religioni e teologia. Si rivolge ai ricercatori di queste materie e fu fondata nel 1910 da Léonce de Grandmaison.

## Origine
Pubblicate a partire dal 1910 come supplemento alla rivista Études, su iniziativa del suo direttore, padre Léonce de Grandmaison, le Recherches... divennero in breve tempo un periodico indipendente, poiché la crisi modernista dell'epoca richiedeva risposte e dialoghi che andassero oltre gli obiettivi di Études.
Con questa rivista, la Compagnia di Gesù diede vita ad un dialogo scientifico più diretto nel campo delle scienze religiose. Léonce de Grandmaison stabilì  la linea editoriale della pubblicazione, in particolare con due articoli in prima pagina (del 1910 e del 1923). Al di là della crisi modernista, l'ambizione  era quella di dare spazio alla ricerca storica in teologia, alla comprensione della dogmatica cristiana e di quella di altre religioni.

## XXI secolo

### Linea editoriale
Ogni numero della rivista presenta una serie di articoli di approfondimento, spesso organizzati in dossier tematici, seguiti da recensioni di libri.
L'attuale direttore è Patrick Goujon (da settembre 2021), che succede a Christoph Theobald (2009-2021), Pierre Gibert (1998-2008) e Joseph Moingt (1970-1997).

### Conferenza biennale
La rivista organizza anche una conferenza biennale a cui partecipano soprattutto docenti delle facoltà di teologia e dei seminari universitari francofoni. Il tema dell'ultimo convegno (giugno 2006) fu "Lo statuto delle affermazioni dogmatiche ieri e oggi". Nel 2009 la rivista festeggiò il suo centenario.

### Valutazione
Secondo una classifica stilata da Theological Studies nel 1998, Recherches è una delle “prime cinque riviste scientifiche e religiose internazionali”. Il suo comitato di redazione comprende alcuni dei più noti professori dell'Institut catholique de Paris, del Centre Sèvres e della Facoltà di Teologia di Lione.

## Redattori
Tra gli autori più famosi che hanno scritto per la rivista figurano i seguenti: Hans Urs von Balthasar, Michel de Certeau, Jean Daniélou, Gaston Fessard, Henri de Lubac (che ha diretto la rivista dal 1946 al 1949), Karl Rahner e Joseph Lecler. Più recentemente, hanno contribuito alla rivista anche Bernard Sesboüé, Émile Poulat, Paul Valadier, Christoph Theobald, Joseph Moingt, Xavier Léon-Dufour, Guy Lafon, Henri-Jérôme Gagey, Xavier Tilliette, André Paul, Joseph Doré, Paul Beauchamp, Claude Geffré, Michel Fédou e Marc Rastoin.